# Amphiroa kuetzingiana
Amphiroa kuetzingiana Trevisan, 1845 é o nome botânico de uma espécie de algas vermelhas pluricelulares do gênero Amphiroa.
São algas marinhas encontradas no Adriático, Ilhas Baleares e Itália.

## Sinonímia
- Amphiroa verrucosa Kützing, 1843
- Amphiroa verruculosa Kützing, 1849